# Cantone di Grande-Synthe
Il Cantone di Grande-Synthe è una divisione amministrativa dell'arrondissement di Dunkerque.
A seguito della riforma approvata con decreto del 17 febbraio 2014, che ha avuto attuazione dopo le elezioni dipartimentali del 2015, è passato da un comune e una frazione urbana a 13 comuni e una frazione urbana.

## Composizione
Prima della riforma del 2014 comprendeva parte del comune di Dunkerque (compreso il comune associato di Fort-Mardyck) e il comune di Grande-Synthe.
Dal 2015, oltre a parte del comune di Dunkerque, i comuni appartenenti al cantone sono i seguenti 13:
- Bourbourg
- Brouckerque
- Cappelle-Brouck
- Craywick
- Drincham
- Grande-Synthe
- Grand-Fort-Philippe
- Gravelines
- Looberghe
- Loon-Plage
- Pitgam
- Saint-Georges-sur-l'Aa
- Saint-Pierre-Brouck